# Николай Паслар
Николай Иванович Паслар е български състезател по борба свободен стил, по произход българин. Изпълнителен директор в ЦСКА (София).

## Биография
Николай Паслар е роден на 12 юни 1980 година в град Тараклия, Молдавска ССР. Баща му Иван и майка му Василиса са работници в колхоз. Има по-малък брат Славик, който също е борец.
Малкият Николай започва да се занимава с борба на десет години. Първите си стъпки в борбата Паслар прави при Степан Жепан. След няколкогодишно обучение борецът минава под наставничеството на настоящия му личен треньор Александър Зубрилин, под чието ръководство Николай постига големи успехи.
На световното първенство за кадети през 1996 година Паслар печели сребърен медал. Николай не може да вземе участие в световното първенство за юноши, тъй като от правителството на САЩ не издават визи за молдовски спортисти. 1999 година носи на Николай Паслар слава и щастие – борецът се преборва за европейското и световното злато при юношите.
Изявите на българина от Тараклия не остават незабелязани. В края на 1999 година президентът на БФБ Валентин Йорданов и Гриша Ганчев провеждат разговор с Паслар и със Зубрилин по време на световното първенство за мъже в Анкара, където Паслар и треньорът му присъстват като гости. Предложението на Йорданов и Ганчев е твърде привлекателно за да бъде отхвърлено и през март 2000 година Паслар получава български паспорт. Две седмици по-късно Николай носи първия медал за страната – бронзово отличие от дебюта му на европейско първенство за мъже, и то в по-горната категория – до 69 кг. Освен това Николай извоюва и квота за Олимпийските игри в Сидни. За съжаления младият борец пропуска Олимпиадата, заради загуба по време на лагера в Тетевен.
Джобният Херкулес на нашата борба печели втори бронзов медал от европейско първенство.
Заради терористичните атаки над САЩ (11 септември 2001 година) домакин на световното първенство в свободния стил става София. Шест убедителни победи носят на Паслар световното злато. А в края на годината е обявен от ФИЛА за най-добър в света в свободния стил.
През 2002 година категориите в борбата биват намалени от 8 на 7 и Паслар попада в категория до 66 кг. В новата категория се събират двама световни шампиони – Серафим Бързаков и Николай Паслар. Двамата се срещат на турнира „Дан Колов“, където правят истинско шоу. Николай побеждава Финката с 4:1, печели място за европейското първенство и става носител на пояса.
Паслар обаче явно е орисан да носи бронза от европейските първенства, защото за трети пореден път губи полуфинал. Контузия в коляното му коства титулярното място в категория до 66 кг за световното първенство в Техеран. И Николай е принуден да смени категорията и да се състезава при по-тежките – до 74 кг. Тук вече възможностите на бореца са силно ограничени и той завършва едва 11-и.
През 2003 на световния шампионат остава 14-и, след като още в групата е разгромен от най-добрия в тази категория – руснакът Бувайсар Сайтиев.
От клуба на „Славия – Литекс“ Паслар се мести, заради неплатени заплати. Шампионът намира новия си дом в Сливен, където започва да се състезава за местния СК „Сливен“.
През 2005 година Николай Паслар извоюва златен медал на проведеното във Варна европейско първенство по борба, като надвива Сергей Витковски (от Русия) с 2:1 (1:0, 0:1, 1:0) във финала на категория до 74 кг в свободния стил. И трите части завършват с клинч, като в първата и втората жребият дава предимство на руснака.
През 2016 г. е назначен като изпълнителен директор в ЦСКА (София).